# Río Parú
Pour les articles homonymes, voir Paru.
Le Río Parú est un cours d'eau de l'Amazonie vénézuélienne. Situé dans l'État d'Amazonas, il est un sous affluent de l'Orénoque et se jette en rive gauche du río Ventuari dont il est l'un des principaux affluents entre les localités de Las Mercedes et Marueta. Il prend sa source dans le massif de Parú-Euaja et ses principaux affluents sont, en rive gauche, les ríos Seje et Asisa. Il arrose principalement la localité de Parú.